# Lenzburg (distrikt)
Lenzburg är ett distrikt i kantonen Aargau, Schweiz.

## Geografi

### Indelning
Lenzburg är indelat i 20 kommuner:
- Ammerswil
- Boniswil
- Brunegg
- Dintikon
- Egliswil
- Fahrwangen
- Hallwil
- Hendschiken
- Holderbank
- Hunzenschwil
- Lenzburg
- Meisterschwanden
- Möriken-Wildegg
- Niederlenz
- Othmarsingen
- Rupperswil
- Schafisheim
- Seengen
- Seon
- Staufen